# 地球同步轉移軌道

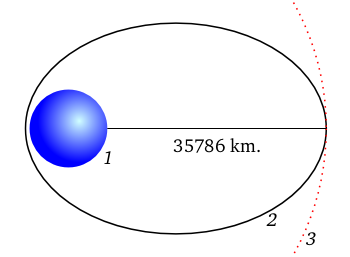
1為地球，2為地球同步轉移軌道，3為地球靜止軌道。

地球同步轉移軌道（英語：geostationary transfer orbit，GTO）為霍曼轉移軌道的運用之一，為橢圓形軌道，經加速後可達地球靜止軌道（GEO）。近地點多在1000公里以下，遠地點則為地球靜止軌道高度35786公里。一般而言，地球同步轉移軌道的近地點並無特別限制，但通常距地球表面數百公里，以降低ΔV（方向及速度改變量）的需求。
同步衛星的運作軌道為地球靜止軌道，由地球同步轉移軌道至地球靜止軌道轉換工作多由衛星自身動力進行，卫星在地球同步轉移軌道的远地点附近变轨时，需要增加速度及改變速度的方向。在火箭性能方面，常以地球同步轉移軌道酬載能力作為指標，該酬載能力較直接運送至地球靜止軌道的數值為大。以三角洲四號重型運載火箭為例，其GTO運載能力為12,757公斤，而GEO運載能力僅為6,276公斤。